# Kanton Jurançon
Jurançon is een voormalig kanton van het Franse departement Pyrénées-Atlantiques. Het kanton maakte deel uit van het arrondissement Pau. Het werd opgeheven bij decreet van 25 februari 2014, met uitwerking op 22 maart 2015.

## Gemeenten
Het kanton Jurançon omvatte de volgende gemeenten:
- Bosdarros
- Gan
- Jurançon
- Laroin
- Pau (deels, hoofdplaats)
- Saint-Faust